# Nushki
Nushki (belutschisch نوشکی; auch Noshki, Noshke, Noshkal, Nushkal) ist eine Stadt in der Provinz Belutschistan, Pakistan. Sie ist Verwaltungssitz des Distrikts Nushki, der im April 2004 aus dem Distrikt Chagai ausgegliedert wurde und lediglich aus dem Tehsil Nushki besteht.

## Geographie
Nushki liegt im Norden der Provinz Belutschistan, rund 150 km südwestlich von Quetta und etwa 40 km südlich der Grenze zu Afghanistan (Provinz Kandahar) (jeweils Luftlinie) auf etwa 990 m Höhe am Südostrand einer Ebene am Fuß der westlichsten Kette des Sulaimangebirges. Nach Norden und Westen erstreckt sich die sandige Wüste Rigestan weit nach Afghanistan hinein bis zu den Flüssen Helmand im Westen und dessen Nebenfluss Arghandāb im Norden.

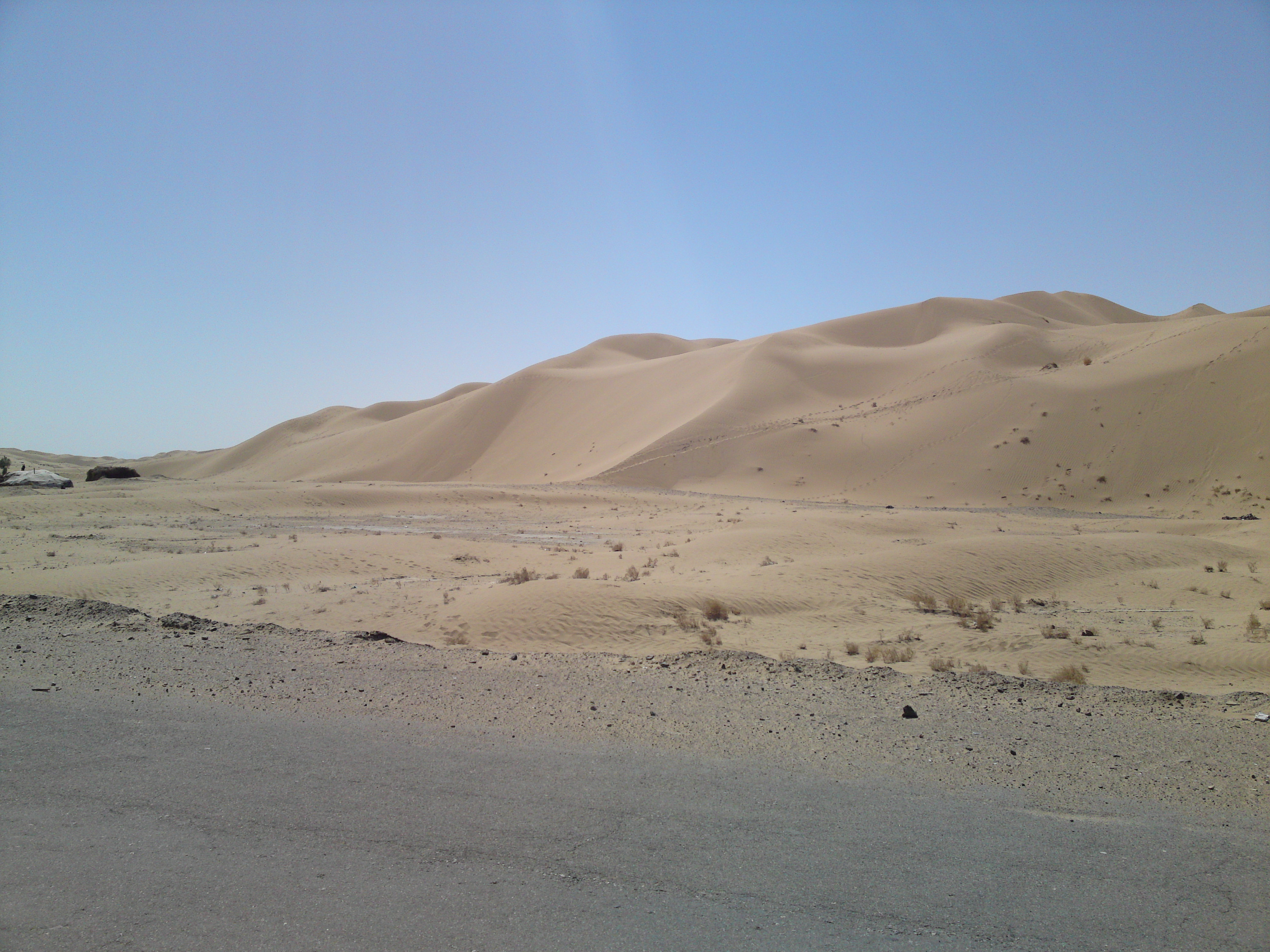
In der Wüste Rigestan, etwa 20 km nördlich von Nushki

Der Distrikt Nushki grenzt im Osten an den Distrikt Quetta, im Süden an die Distrikte Kharan und Kalat, im Westen an den Distrikt Chagai und im Norden an Afghanistan.

## Verkehrsanbindung
Die Kernsiedlung von Nushki liegt etwa 2 km nördlich der Nationalstraße N-40, die von Quetta über Mastung und Nushki nach Dalbandin und von dort weiter nach Westen zur Grenze zum Iran bei Taftan bzw. Mīrjāveh führt. Kleinere Ortsteile befinden sich in unmittelbarer Nachbarschaft der Fernstraße.
Grob parallel zur Nationalstraße N-40 verläuft die circa 750 Kilometer lange Eisenbahnstrecke Quetta–Zahedan (Trans-Belutschistan-Bahn) von Quetta nach Westen zum Grenzübergang bei Taftan und weiter nach Iran. Sie windet sich östlich von Nushki durch eine Gebirgskette, ehe sie den kleinen Bahnhof von Nushki erreicht. Die ersten 146 Kilometer von Quetta bis Nushki wurden in den Jahren 1902–1905 angelegt, um der britischen Kolonialverwaltung die Verlegung von Truppen ins Grenzgebiet zu ermöglichen. Die Strecke ist die einzige Eisenbahnverbindung zwischen Pakistan und dem Iran und Teil der einzigen Schienenverbindung zwischen Europa und dem indischen Subkontinent. Heute verkehrt zweimal im Monat ein Reisezug, und seit Juni 2015 fährt auch wieder ein Container-Zugpaar pro Woche.
Zwischen der N-40 und der Stadt, südlich des meist trocken liegenden Flussbetts „Kaisar Rud“, befindet sich das kleine Flugfeld von Nushki (IATA-Code NHS) mit einer etwa 900 m langen Start- und Landebahn. Es wird nicht im Linienverkehr bedient.

## Einwohner
Die Stadt selbst hat 46.386 Einwohner, der Tehsil bzw. Distrikt 178.796 (Stand 2017). Im Laufe von 19 Jahren hat sich die Einwohnerzahl der Stadt nahezu verdoppelt: im Jahre 1998 betrug sie 23.948. Im Jahre 1981 waren es noch 11.300 und 1972 lediglich 5321. Ein erheblicher Anteil dieses Zuwachses besteht aus Zuwanderern, die den Konflikten in Afghanistan entkommen wollten.

## Klima
Nushki hat ein ausgeprägtes Wüstenklima, in der Klimaklassifikation nach Köppen und Geiger als „BWh“ bezeichnet, mit sehr heißen Sommern und kalten Wintern. Die durchschnittlichen Höchsttemperaturen übertreffen im Juni und Juli 42 Grad Celsius.